# Białas (raper)
Białas, właśc. Mateusz Karaś (ur. 11 grudnia 1987 w Teresinie) – polski raper, autor tekstów oraz freestyle’owiec. Mateusz Karaś znany jest przede wszystkim z występów w duecie z Karolem „Solarem” Poziemskim, z którym założył wytwórnię „SBM Label”. Prowadzi ponadto solową działalność artystyczną.
Białas sprzedał w Polsce ponad 120 000 płyt, pojawiając się pięć razy na polskiej liście sprzedaży – OLiS, w tym trzy razy na podium.
Trzykrotny finalista Wielkiej Bitwy Warszawskiej (2007, 2008, 2009). Album H8M4 został nominowany do tytułu Polski album roku 2016 w plebiscycie WuDoo i Hip-hop.

## Działalność artystyczna

### 2006–2010: Początki kariery, mixtape’y, bitwy freestylowe
Raper zadebiutował w 2006 roku mixtape’em H8ME Mixtape Vol. 1. W 2007 roku ukazał się pierwszy nielegal rapera pt. Miej wiarę EP nagranym we współpracy z MMX-em. Tego samego roku Białas wziął udział w eliminacjach do Wielkiej Bitwy Warszawskiej (WBW), gdzie pokonał pochodzącego z Łomianek Gospela. W turnieju półfinałowym ponownie zajął 1. miejsce. W międzyczasie ukazał się drugi mixtape rapera zatytułowany H8ME Mixtape Vol. 2. Pod koniec października w warszawskim klubie The Fresh odbył się finał pojedynku freestyle’owego, w składzie jury zasiedli Rufin MC, Duże Pe i Te-Tris. Białas zajął 3. miejsce, ustępując Puoci i Eskobarowi, którzy zajęli, odpowiednio 2. i 1. miejsce. 18 marca 2008 roku ukazał się trzeci mixtape Białasa zatytułowany H8ME Mixtape Vol. 3. 2 września został wydany kolejny mixtape muzyka pt. Love Me Mixtape (feat. DJ Polar). Również we wrześniu Białas wziął udział w eliminacjach do WBW, zajmując 1. miejsce. Finał odbył się ponownie w Warszawie w klubie The Fresh. W konkursie wzięło udział ośmiu freestyle’owców w tym m.in. Flint i Muflon. Ostatecznie WBW wygrał Muflon, natomiast Białas uplasował się na 5. miejscu.
W 2009 roku raper gościł na płytach Siwegodymu – Odpal, J.I.M.B.-a – Genealogia, EMATeI i DJ-a Haema – Palenie mikrofonów nie powoduje wack’a ani Choroby w wersach, Solara – Na fali oraz Zamara i DJ-a BezKsywy – Przejebany Mixtape 2. W międzyczasie ukazał się pierwszy mixtape Białasa i Solara pt. Na czczo. We wrześniu tego samego roku Białas, po raz trzeci wziął udział w eliminacjach do WBW, plasując się na 1. miejscu. W finale, który odbył się 10 października w warszawskim klubie Harem muzyk zajął 3. miejsce. Następnie pod koniec roku ukazał się mixtape Białasa pt. Nie jestem w 4mie.

### 2010–2015: Płyty z Solarem oraz debiutRehab
14 lutego 2010 roku został wydany kolejny mixtape Białasa i Solara pt. Burza po ciszy. Natomiast 30 grudnia ukazał się minialbum Białasa i Kazzama zatytułowany Zakazane owoce EP. Tego samego roku Białas gościł ponadto na płycie Solara i MMX-a – Nad przepaścią. W 2011 roku Białas wystąpił gościnnie na albumach Zbyla – operacja: Sampling, Bonsona i Matka – Historia po pewnej historii, Cfanego Gapy – Złodziej, Projektu Nasłuch – Nieznani Sprawcy oraz WSZ i Krusza – WhatEver FM. Ponadto, w lutym i w sierpniu ukazały się, odpowiednio trzeci i czwarty mixtape Białasa i Solara – Odliczanie Mixtape oraz Z oślej ławki. 1 września tego samego roku ukazała się wspólna płyta duetu pt. Z ostatniej ławki. Wśród gości na płycie znaleźli się m.in.: Danny, Bonson i Te-Tris. W międzyczasie raperzy wzięli udział w projekcie Popkiller młode wilki. Na płycie wydanej przez branżowy serwis Popkiller.pl znalazł się promowany teledyskiem utwór pt. „Hajlajf”. Rok później muzycy wydali piąty mixtape zatytułowany ToNiePolskieYesss. Również w 2012 roku raperzy wystąpili na kompilacji Prosto Mixtape Kebs z premierowym utworem „Jak skończymy”. Muzycy nagrali ponadto piosenkę „Slow Mo” z przeznaczeniem na płytę Skate-Europe.com.
Na początku 2013 roku Białas i Solar podpisali kontrakt wydawniczy z wytwórnią muzyczną Prosto. 17 czerwca do sprzedaży trafił album duetu zatytułowany Stage Diving. Wśród gości na płycie znaleźli się m.in. Tomb, Milo oraz Zeus. Produkcja była promowana teledyskami do utworów „Spacer po linie”, „Z nieba nie spadło” i „Woda sodowa”. Jako materiał dodatkowy do specjalnej edycji albumu został dołączony wydany w 2011 roku nielegal duetu pt. Z ostatniej ławki. Także w 2013 roku Białas gościł na płytach Blejka – Wzbijam Się EP i Gospela – Pizdy-blizny-smród bielizny. W kwietniu 2014 roku Białas wraz z Solarem zasiedli w jury bitwy freestyle’owej Arrogant Style Wars. Raperzy z tej okazji przygotowali promowany teledyskiem utwór pt. „Freestyle Wars”. Tego samego roku pochodzący z płyty Stage Diving utwór Solara i Białasa trafił na okolicznościową kompilację Prosto XV wydaną z okazji jubileuszu 15-lecia działalności wytwórni Prosto. We wrześniu muzyk wziął udział w akcji-zabawie „#Hot16Challenge” zainicjowanej przez Solara. W listopadzie odbyła się premiera teledysku Solara „Bumbap” z gościnnym udziałem Białasa i DJ-a Flipa. Następnie muzyk gościł na albumie Bonsona i Matka – MVP. W 2015 roku muzyk gościł na albumach Neile – #Kicktape: I’ll Kick Your Ass Vol.1 i Powidok 94, Quebonafide – Erotyka, TomBa – Wystudzony temperament: ciachy, BoKoTy – Nie trzeba mnie namawiać oraz Bonsona – MVP Remixed.
Wcześniej, pod koniec stycznia ukazał się mixtape Białasa i King TomBa zatytułowany BooKING Mixtape. W ramach promocji do pochodzących z wydawnictwa piosenek „Prosto z SB Mafii Stoprorap/Beezy Vuitton” i „Myślą, że jestem zły/Love/Hate” zostały zrealizowane teledyski. Ponadto raper wziął udział w projekcie Prosto Mixtape IV. Zwrotki Białasa znalazły się w utworze pt. „Pierwszy walkman”, w którym wystąpił u boku VNM-a i Obywatela MC. 4 grudnia do sprzedaży trafił, pierwszy dostępny w powszechnej sprzedaży album Białasa pt. Rehab. Gościnnie w nagraniach wzięli udział m.in. Gedz, Paluch i Quebonafide. Wydawnictwo było promowane teledyskami do utworów „Aaliyah”, „To jest hip-hop”, „Złamane skrzydło”, „Złote serca”, „Do grobu” i „6am in WWA”. Płyta dotarła do 8. miejsca polskiej listy przebojów – OLiS. Do albumu w przedsprzedaży został dołączony minialbum – Demówka EP zarejestrowany przez rapera we współpracy z Quebonafide.

### 2015–2018: Sukces zH8M4oraz wydaniePoloniHyper2000zLankiem
Również w grudniu ukazała się kompilacja nagrań Białasa i Solara zatytułowana Iskry i klik klaki. Na dwupłytowym wydawnictwie znalazły się utwory Białasa opublikowane w latach poprzednich w Internecie m.in. takie jak: „Chris Kyle”, „Nie bądź żyła, oddaj krew”, „Street Credit (Freestyle)”, czy „Brak im zalet”. Latem 2016 roku ukazał się drugi album solowy rapera pt. H8M4. Materiał zadebiutował na 1. miejscu polskiej listy przebojów (OLiS). Nagrania wyprodukowane m.in. przez Lanka były promowane teledyskami do utworów „I poszedł”, „Jeden żyć”, „Blakablakablaka”, „Jedna wiara jeden skład” i „Patrzcie idzie frajer”. 1 marca 2017 roku płyta uzyskała w Polsce status platynowej sprzedając się w nakładzie 30 tys. egzemplarzy. Również w 2016 raper wypuścił kolejny album z Solarem, pt. #nowanormalność, którego promowały takie single jak „H8ME”, „Nie dla Ciebie”, „Byliśmy pyłem gwiazd”, „Nowa normalność” oraz „Milion szeptów”. Album dotarł do 7. miejsca na OLiS, sprzedając się w nakładzie 15 tys. egzemplarzy.
15 września 2017 roku ukazuje się kolejny album rapera Polon wraz z producentem Lankiem. Płyta zajęła drugie miejsce zestawienia Olis. Powstały klipy do utworów: „POLON”, „Ale ja nie”, „Bida”, „HOW”, „Ganges”, „Fraktale”, „Weed Carrier”, „Na Serio”, „Jak Skepta”, „Osiedle Botox” i „Simia”. 31 stycznia 2018 roku album osiągnął status złotej płyty, sprzedając się w nakładzie 15,000 sztuk. 1 kwietnia 2018 roku ujawniono, że Białas będzie jednym z gości na bonusowym albumie 0,25 mg Taconafide. 28 sierpnia 2018 ukazał się singiel „Cyka Blyat”, zapowiadający kolejny album z Lankiem pt. Hyper2000. 5 września ukazuje się kolejny singel pt. „Milion długu”. 5 października 2018 roku premierę miał czwarty album artysty pt. Hyper2000, debiutując na 3. miejscu OLiS.

### Od 2018: Przerwa w karierze oraz powrót zH8M5
Po wypuszczeniu Hyper2000, raper odsunął się od social mediów i nic nie wydawał przez rok. 5 lutego 2020 raper powrócił z fabularną epką pt. H8, która była zapowiedzią pełnoprawnego albumu. 23 czerwca 2020 ukazał się pierwszy singiel zapowiadający H8M5, pt. „Sępy” wraz z raperem Szpakiem. 20 lipca premierę miał drugi singiel pt. „W imię ojca trapu”, natomiast trzeci singiel „PDW” wraz z gościnnym udziałem Maty. 5 sierpnia 2020 premierę ma piąty album pt. H8M5, który w przedsprzedaży rozszedł się w 15 tys. egzemplarzy.

## Życie prywatne
Ma córkę, Zofię, której poświęcił nagrany w maju 2022 teledysk.

## Dyskografia
| Albumy studyjne - Rehab (2015) - H8M4 (2016) - Polon (oraz Lanek) (2017) - Hyper2000 (oraz Lanek) (2018) - H8M5 (2020) - Newcomer (2023) - Polonn (oraz Lanek) (2024) | Albumy we współpracy - Z ostatniej ławki (oraz Solar) (2011) - Stage Diving (oraz Solar) (2013) - #nowanormalnosc (oraz Solar) (2016) - Diamentowy las (oraz White 2115) (2021) - Murem za Bonusem (2021) - Hotel Maffija 2 (oraz SB Maffija) (2022) |

## Nagrody i wyróżnienia
| Rok  | Nagroda/Konkurs              | Tytułem           | Kategoria         | Nota       | Źródło |
| ---- | ---------------------------- | ----------------- | ----------------- | ---------- | ------ |
| 2007 | Wielka Bitwa Warszawska      | Białas            | eliminacje        | 1. miejsce | [ 64 ] |
| 2007 | Wielka Bitwa Warszawska      | Białas            | półfinał          | 1. miejsce | [ 64 ] |
| 2007 | Wielka Bitwa Warszawska      | Białas            | finał             | 3. miejsce | [ 64 ] |
| 2008 | Wielka Bitwa Warszawska      | Białas            | eliminacje        | 1. miejsce | [ 64 ] |
| 2008 | Wielka Bitwa Warszawska      | Białas            | finał             | 5. miejsce | [ 64 ] |
| 2009 | Wielka Bitwa Warszawska      | Białas            | eliminacje        | 1. miejsce | [ 64 ] |
| 2009 | Wielka Bitwa Warszawska      | Białas            | finał             | 3. miejsce | [ 64 ] |
| 2017 | Plebiscyt WuDoo i Hip-hop.pl | „Blakablakablaka” | Singiel roku 2016 | Nominacja  | [ 65 ] |
| 2017 | Plebiscyt WuDoo i Hip-hop.pl | H8M4              | Płyta roku 2016   | Nominacja  | [ 5 ]  |
| 2018 | Newonce.net                  | „Jak Skepta”      | Singiel roku 2017 | 3. miejsce | [ 66 ] |
| 2018 | Glamrap.pl                   | „Ganges”          | Top 5 Singli      | Wygrana    | [ 67 ] |
| 2018 | Plebiscyt WuDoo i Hip-hop.pl | „Ganges”          | Singiel roku 2017 | Nominacja  | [ 68 ] |